# الحروب العثمانية في آسيا

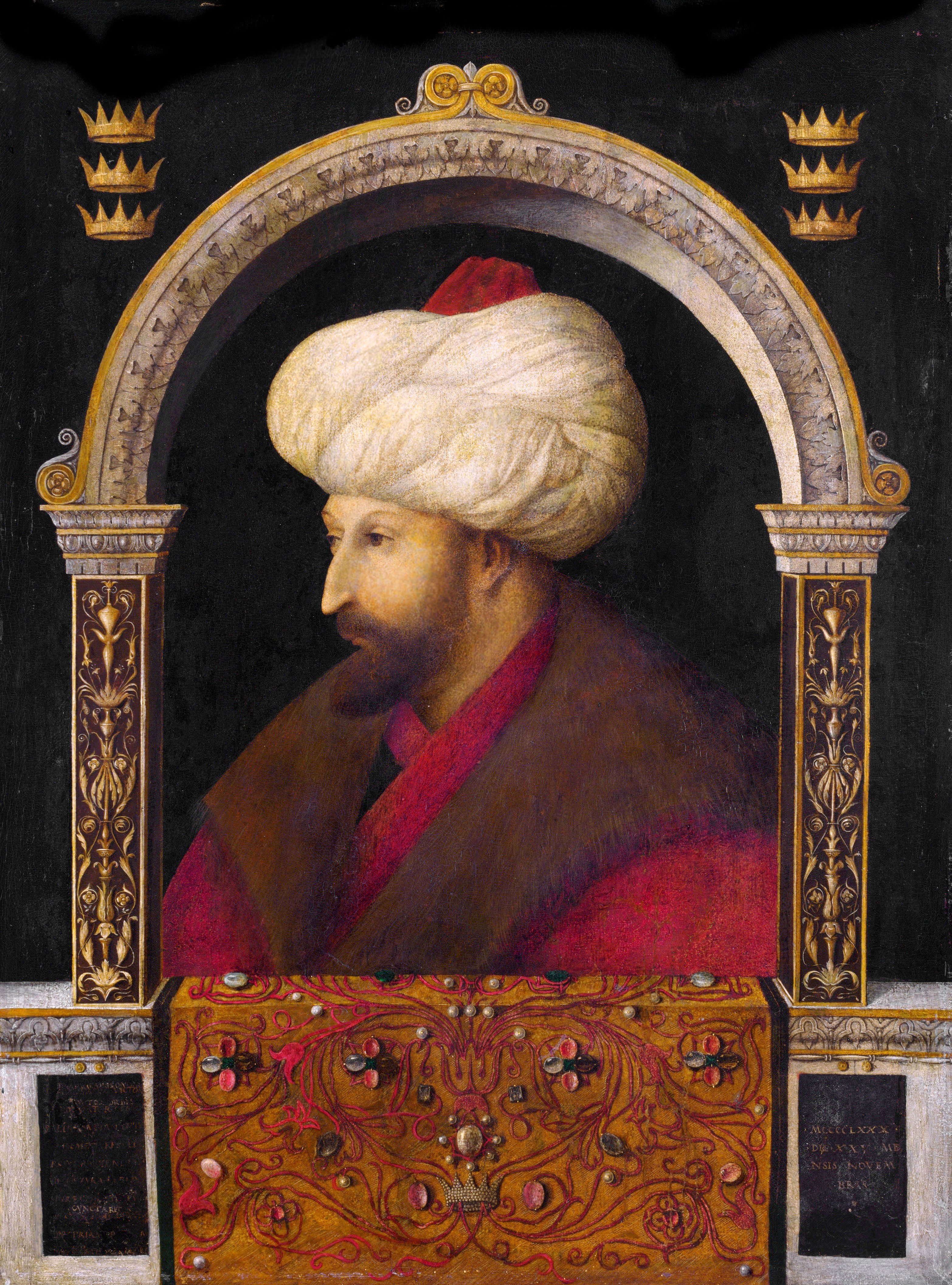
السلطان محمد الفاتح

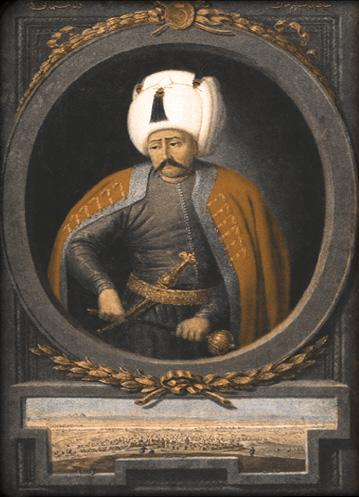
السلطان سليم الأول

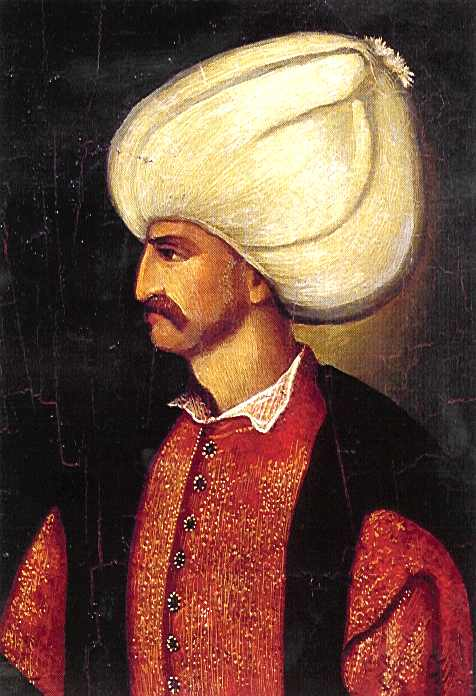
السلطان سليمان القانوني

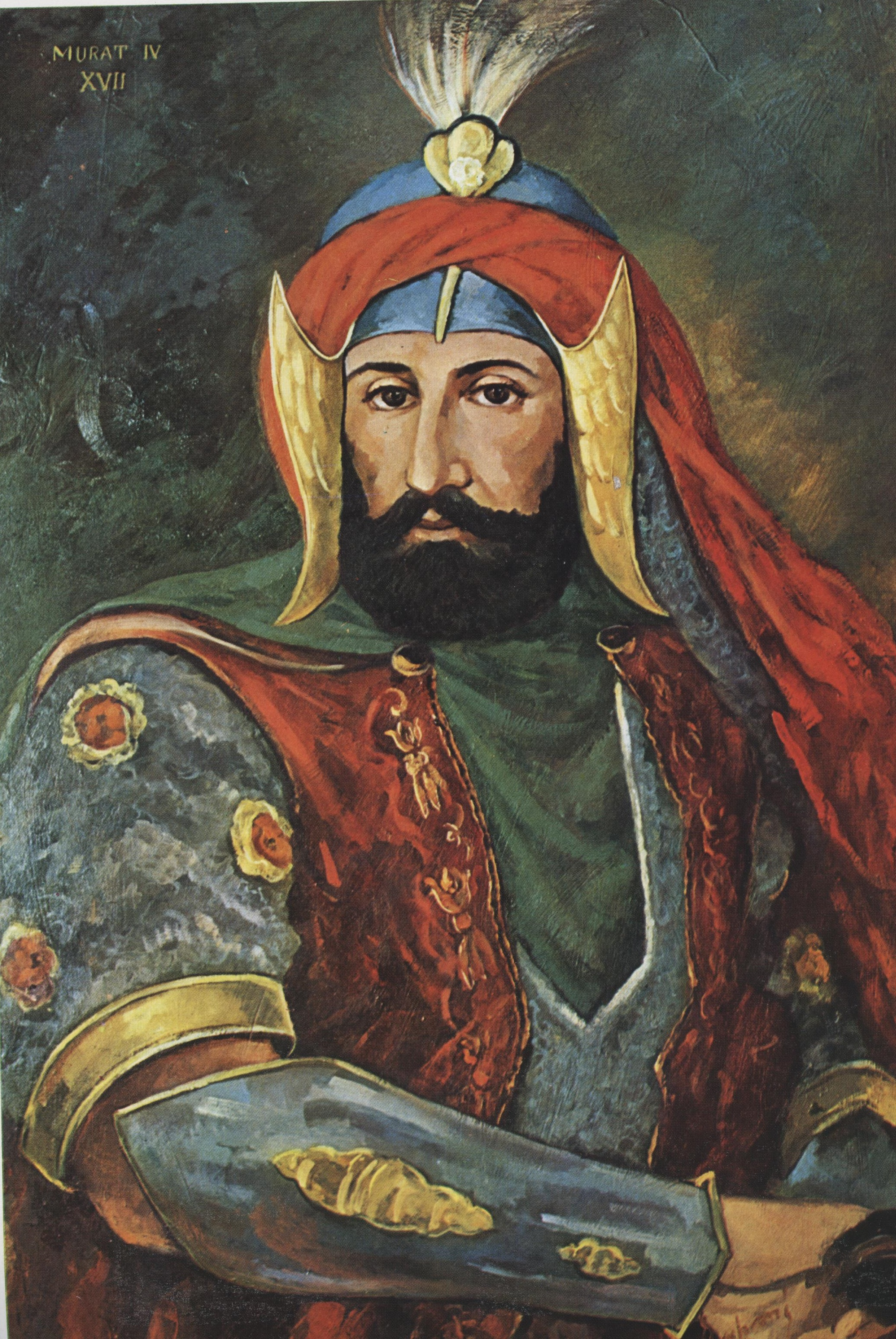
السلطان مراد الرابع

العثمانية الحروب في آسيا تشير إلى الحروب التي خاضتها الإمبراطورية العثمانية في قارة آسيا. تأسست الدولة العثمانية في بداية القرن 14، وكان بداية استقرارها في شمال غرب الأناضول (الجزء الآسيوي من تركيا) حيث كانت لا تزال إمارة صغيرة وكان منافسها الرئيسي الإمبراطورية البيزنطية. في منتصف القرن 14 تمكن العثمانيون من عبور مضيق الدردنيل واستطاعوا في النهاية غزو جنوب شرق أوروبا بالكامل. على الرغم من أن الدولة كانت تتركز أساساً في أوروبا، كما أنهم قاتلوا كثيراً في آسيا.

## الحروب ضد البايلكات الأخرى
في السنوات الأولى من القرن 14 ، كانت هناك العديد من البايلكات التركية في الأناضول، وكان أول السلاطين العثمانيين عثمان الأول حريصاً على عدم إثارة الإمارات المجاورة، بينما كان السلطان الثاني أورهان أول الحكام العثمانين الذي يخوض حروباً ضد البايلكات الأخرى. ضم أورهان أراضي بنو قرا صي وبايلك آخر إليه. قام ابنه مراد الأول بالهيمنة على معظم البهويات في الأناضول عن طريق الدبلوماسية (الصداق، الشراء.... الخ)  بينما استمر بايزيد الأول في سياسة التوسع من خلال أساليب أشد قسوة. في نهاية القرن 14 كانت معظم البهويات أدرجت تحت الحكم العثماني. ومع ذلك في عام 1402 تلقى بايزيد هزيمة من القائد التركستاني تيمورلنك في معركة أنقرة واستعادت البهويات المنضمة حديثاً (باستثناء قراصي) استقلالها. خلال عهد محمد الأول ومراد الثاني ومحمد الثاني (الفاتح) استعاد العثمانيون كافة البهويات باستثناء اثنين كانتا تابعتين للإمبراطورية المملوكية في مصر.

## الحروب ضد الإمارات المسيحية في الأناضول
خلال التوسع العثماني، لم يكن هناك سوى  ثلاثة أقاليم مسيحية هامة ؛ مملكة أرمينيا الصغرى في تشوكروفا (قيليقية في جنوب تركيا) التي غزاها مماليك مصر عام 1375 وإزمير التي كانت جزء من أراضي فرسان الإسبتارية وتم احتلالها من قبل تيمورلنك عام 1402. احتل العثمانيون  إزمير من بنو آيدين، وسقطت إمبراطورية طرابزون في شرق منطقة البحر الأسود على يد محمد الفاتح في 1461. وكانت هناك أيضاً بعض الحصون المسيحية (جمهورية جنوة وجمهورية البندقية) التي كانت في تحالف مع إمارة قرمان، عندما غزا العثمانيون قرمان في عهد محمد الثاني سقطت هذه الحصون أيضاً للإمبراطورية العثمانية.

## الحروب ضد التركمان في شرق الأناضول
في نهاية القرن 14 كان شرق الأناضول الوسطى تحت سيطرة التركمان بزعامة قاضي برهان الدين، حاول بايزيد حاولت احتلال أرضه دون نجاح. بعد وفاته واجه العثمانيون منافساً أكثر قوة، ففي القرن 15 اتحدت قبائل في الشرق في اتحاد يسمي آق قويونلو (عبارة تركية تعني "الخراف البيض") وفي 1473 هزم محمد الثاني سلطانهم حسن قوصون في معركة أوتلق بلي. بعد هذه المعركة أصبحت كل الأناضول الوسطى وأجزاء من شرق الأناضول تابعة للحكم العثماني.

## الحروب ضد مصر المملوكية
كانت مصر تحت حكم المماليك العسكري الذين كانوا في الواقع من الأتراك والشركس، ولم يكن العثمانيون قادرين على هزيمة المماليك في الاشتباكات الأولى في عهد بايزيد الثاني. ومع دعم المماليك للفرس الصفويين في حربهم ضد العثمانيين أعطى هذا الذريعة للسلطان العثماني سليم الأول لشن الحرب على مصر، فهزم صدره الأعظم سنان باشا الخدم بهوية ذي القدر المملوكية في جنوب شرق الأناضول عام 1516.وانضمت بهوية بنو رمضان المملوكية الأخرى في تشوكوروفا (كيليكيا) طوعاً للسلطان العثماني. ثناء حملة سليم الطويلة إلى مصر في 1516-18, هُزم المماليك هزم ثلاث مرات في مرج دابق وخان يونس في الطريق إلى مصر في الريدانية في مصر (الأولى والثالثة قادها سليم الأول شخصياً والثانية من قبل سنان باشا الخادم). المعركة الثالثة التي سقط فيها سنان باشا كانت الضربة القاضية المماليك، وانضمت منطقة الحجاز ( المملكة العربية السعودية) طوعاً للسيادة العثمانية.

## الحروب ضد الدولة الصفوية
بعد وفاة سلطان آق قويونلو حسن قوصون بدأ إسماعيل الصفوي في السيطرة على بلاد فارس وشرق الأناضول، وأدت الخلافات الفرعية بين البلدين إلى الحرب فهزم سليم الأول الجيش الفارسي في معركة جالديران عام 1514 وضم معظم شرق الأناضول واستمرت الحرب في عهد سليمان القانوني. وجه سليمان ثلاث حملات إلى بلاد فارس. (1534-35, 1548-49, 1553-55) وانتهت الحرب بمعاهدة أماسيا عام 1555، وأصبح شرق الأناضول بالكامل وكذلك وسط وشمال العراق جزء من الإمبراطورية العثمانية كما انضم جنوب العراق طوعا إلى للسيادة العثمانية. ضم العثمانيون معظم غرب إيران والقوقاز بموجب معاهدة فرحات باشا في نهاية الحرب الجديدة بين عامي 1578-1590 في عهد مراد الثالث، ولكن بعد هجوم عباس الأول فارس اضطروا للتخلي عن تلك المكاسب بموجب معاهدة نصوح باشا عام 1612 في عهد أحمد الأول. في عام 1623 احتل الفرس أيضاً بغداد وسط العراق، لكن مراد الرابع استعادت المدينة في 1639. في نهاية الحرب تم ترسيم الحدود الحالية بن البلدين بموجب معاهدة قصر شيرين.

## مزيد من الحروب الفارسية
خلال حكم الأفشارة والقاجار لفارس حارب العثمانيون من أجلها مرات عديدة مع قليل من التغييرات في الكسب والفقد في الأقاليم باستثناء عهد نادر شاه ، حيث تم ترك العثمانيون مقاطعات كبيرة إلى بلاد فارس لكن تم استردادها عند وفاته. في نهاية الحروب مع مع انتهاء آخرها عام 1823 كان خط الحدود تقريباً نفسه في معاهدة قصر شيرين (الحدود الحالية بين تركيا وإيران والعراق.)

## البحرية الحروب في المحيط الهندي
في عام 1538 أرسل السلطان سليمان الأسطول إلى المحيط الهندي، وعلى الرغم من فشل سليمان باشا قائد البحرية في احتلال أي رأس جسر في الهند، استطاع احتلال عدن ومعظم اليمن. بعد بضع سنوات حاولت البحرية لبرتغالية السيطرة على البحر الأحمر بعد عودة سليمان باشا، لكن القائد العثماني بيري ريس (رسام خرائط هام القرن 16) هزم البرتغاليين واستعاد الهيمنة العثمانية على البحر الأحمر  عام 1548، واحتل مسقط وساحل جنوب الجزيرة العربية عام 1552. استطاع لاحقاً احتلال بعض الحصون الصغيرة في الخليج العربي. استمرت الهمينة العثمانية على معظم شبه الجزيرة العربية حتى القرن 20.

## الحروب النابليونية
غزا القائد الفرنسي نابليون بونابرت مصر عام 1798 حاول احتلال فلسطين أيضاً، واستطاع بسهولة الاستيلاء على يافا وانطلق إلى مدينة عكا (حالياً في شمال فلسطين المحتلة) التي تتحكم في الطريق بين سوريا ومصر. ولكن انه اضطر إلى التراجع بعد الدفاع العنيد عن المدينة من قبل حاكمها أحمد باشا الجزار.

## فيما بعد
بعد معاهدة قصر شيرين في 1638، كانت الدولة العثمانية قادرة على الحفاظ الآسيوي من أراضيها حتى القرن 20 باستثناء الأقاليم المختلف عليها في السواحل الجنوبية والشرقية لشبه الجزيرة العربية. في السنوات الأولى من القرن 20 كانت المشكلة الرئيسية التمرد في اليمن الذي تم دحره. حاربت الإمبراطورية العثمانية ضد الحلفاء في الحرب العالمية الأولى وهُزمت، ووفقاً لهدنة مودروس قبلت الدولة العثمانية التنازل عن جميع أراضيها في شبه الجزيرة العربية وسوريا وفلسطين والأردن ولبنان والعراق. وعلى الرغم من أن تركيا وشمال العراق كانتا لا تزالان تحت الحكم العثماني، قام الحلفاء سريعاً باحتلال ساحل البحر المتوسط وشمال العراق. كما عرضوا ساحل إيجة (وكذلك تراقيا) إلى اليونان وشرق الأناضول أرمينيا المقامة حديثة بموجب معاهدة سيفر، إلا أن المعاهدة أصبحت غير فعالة أثناء حرب الاستقلال التركية. في نهاية الحرب بعد أن تلاشت الإمبراطورية العثمانية من الوجود عام 1922.احتفظت الجمهورية التركية الجديدة بسواحل البحر المتوسط وبحر إيجة وكذلك شرق الأناضول من بموجب معاهدة لوزان.